# Optoluchs

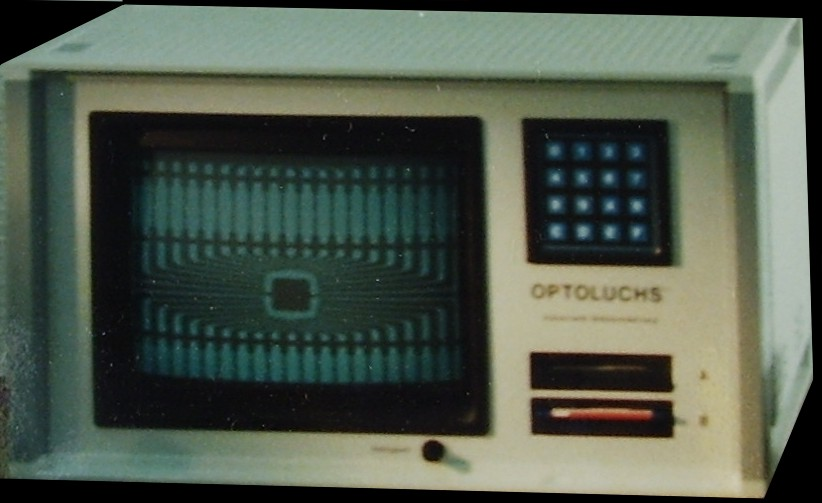
Erstes Optoluchs-System (1988)

Das Bildverarbeitungssystem Optoluchs aus dem Jahr 1987 gehört zur ersten Generation von VMEbus-Systemen für den Bereich Maschinelles Sehen (Machine Vision). Optoluchs digitalisierte als eines der ersten industriellen Bildverarbeitungssysteme das von einer analogen Matrixkamera kommende Videobild in ein Bildpunktraster von 512 mal 512 Pixel (picture elements) und quantisierte den Bildkontrast in 256 Graustufen. Diese Bilddaten wurden in einem 1 Megabyte großen Bildspeicher abgelegt. Der Bildspeicher war auf 4 Vollbilder ausgelegt. Die Entwicklung wurde von der Ingenieurgesellschaft RSB durchgeführt.
Optoluchs arbeitete als erstes in Europa entwickeltes Machine Vision System mit LCAs (logic cell arrays). Heute werden diese Bauteile als FPGAs in vielen komplexen elektronischen Schaltungen genutzt. Diese Technik erlaubte ein sehr kompaktes Schaltungsdesign, so dass neben der Framegrabberhardware für den Anschluss von bis zu 8 Videokameras noch Echtzeithardware zur Objektkantendetektion in Optoluchs eingebunden war.
Die Bilddaten wurden mittels speziell entwickelter Softwareroutinen entsprechend den Sichtprüf- oder Messaufgaben ausgewertet. Dabei benutzte Optoluchs bereits 1988 einen Sub-Pixel-Algorithmus, mit dem die Auflösung der Kamera zur Kantenortsbestimmung faktisch bis zum Faktor 10 verbessert werden konnte.
Mess- und Kontrollaufgaben, die dadurch mittels Bildverarbeitung ausgeführt werden konnten, sind:
- Kontrollieren von LCD-Anzeigen(1987),
- Kantenabstandsmessung und Durchmessermessung an Stanzteilen (1987),
- Kabeldurchmesser- und Kabelprofilvermessung(1989),
- Messung von Werkzeugeinstellmaßen(1988),
- Winkelmessung an Einspritzdüsen(1989),
- Vermessung von Drehteilen (1990),
- Vermessen und Sortieren von Ventilführungen(1991).